# Torymoides acaciae
Torymoides acaciae är en stekelart som först beskrevs av Cameron 1912.  Torymoides acaciae ingår i släktet Torymoides och familjen gallglanssteklar. Inga underarter finns listade i Catalogue of Life.